# Short S.14 Sarafand
Le Short S.14 Sarafand était un hydravion biplan multimoteur britannique des années 1930. Conçu par le constructeur irlandais Short Brothers, il devait servir comme avion de reconnaissance à usage militaire.
Quand il fut construit, en 1932, il était le plus gros avion existant dans l'inventaire britannique

## Conception et développement
Le Sarafand fut proposé pour la première fois par Oswald Short (en) en 1928 comme un développement agrandi du Singapore II, afin de procurer à l'armée britannique une capacité transatlantique. Short parvint à persuader son concepteur en chef, Arthur Gouge, puis le Chief of the Air Staff Sir Hugh Trenchard (plus tard Vicomte Trenchard) de la faisabilité d'un avion d'une telle taille, et la Specification R.6/28 du Ministère de l'Air britannique (Air Ministry) fut publiée pour définir le projet. Il fut mené comme une initiative à la fois privée et publique, l'Air Ministry apportant un fonds de 60 000 £ et la société Short Brothers apportant le reste. L'avion fut initialement désigné Short R6/28, du nom de la spécification du ministère, mais il reçut ensuite le nom de Sarafand.

## Caractéristiques
Le Sarafand était un hydravion à coque biplan à six moteurs, doté d'ailes d'envergure égale. En raison des charges élevées appliquées aux ailes, Gouge conçut des longerons ondulés pour l'aile haute et l'aile basse. Les six moteurs, installés en tandem en configuration « push-pull » (dans une même nacelle un moteur tracte et l'autre pousse), étaient installés dans trois nacelles monocoques montées entre les ailes sur des poutres intégrales. La nacelle centrale était également supportée par deux paires d'entretoises évasées fixées à l'emplanture de l'aile basse.
La coque, largement construite en Alclad anodisé, disposait d'une surface de déjaugeage en acier inoxydable. L'avion avait une section de queue monoplan dotée d'une grande dérive et de deux petites dérives auxiliaires installées sur la gouverne de profondeur.

## Histoire opérationnelle
Le premier vol, avec aux commandes le chef pilote d'essai John Lankester Parker et comme copilote Oswald Short, fut effectué à Rochester sur la rivière Medway le 30 juin 1932. Seul un S.14 fut construit (S1589), et il fut plus tard utilisé pour des vols expérimentaux au Marine Aircraft Experimental Establishment (en) à la base de Felixstowe. Le Sarafand y fut ensuite détruit, en 1936.

## Utilisateur
- Royaume-Uni :
  - Royal Air Force :
    - Marine Aircraft Experimental Establishment (en).

## Magazines
- (en) William Green et Gordon Swanborough, « Singapore: Short's Last Biplane Boat », Air Enthousiast, Bromley, Kent, Royaume-Uni, Tri-Service Press, no 39,‎ mai-août 1989 (ISSN 0143-5450)